# التصنيفات الدولية لكوسوفو

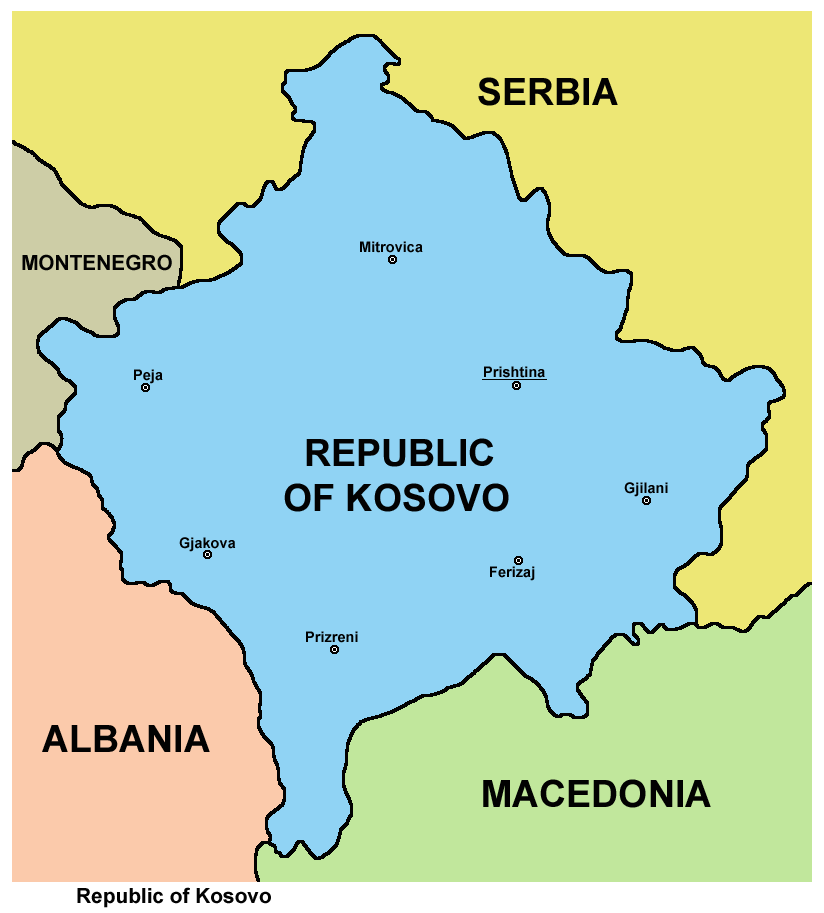
خريطة جمهورية كوسوفو

هذه قائمة بالتصنيفات الدولية لكوسوفو[a] :

## السكان

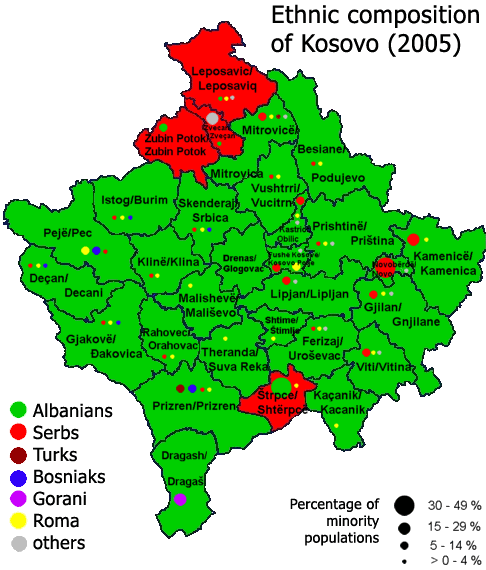
التكوين العرقي لكوسوفو في عام 2005 وفقًا لمنظمة الأمن والتعاون في أوروبا.

- عدد السكان سنة 2011، في المرتبة 150 من أصل 244 دولة.
- الكثافة السكانية 2011، المرتبة 75 من أصل 243 دولة.
- البنك الدولي : قائمة الدول حسب معدل الخصوبة لعام 2010، في المرتبة 104 من أصل 197 دولة.
- منظمة التعاون الاقتصادي والتنمية : قائمة الدول حسب معدل المواليد 2011، في المرتبة 110 من أصل 236 دولة.

## اقتصاد
- صندوق النقد الدولي : الناتج المحلي الإجمالي (الاسمي) للفرد الواحد 2011، في المرتبة 110 من أصل 185 دولة. [1]
- صندوق النقد الدولي : الناتج المحلي الإجمالي (الاسمي) لعام 2012، في المرتبة 141 من أصل 183 دولة. [2]
- البنك الدولي : الناتج المحلي الإجمالي (الاسمي) للفرد الواحد 2011، في المرتبة 114 من أصل 190 دولة. [3]
- البنك الدولي : الناتج المحلي الإجمالي (الاسمي) 2011، في المرتبة 140 من أصل 190 دولة. [4]
- تقرير البنك الدولي : مؤشر سهولة ممارسة الأعمال 2013، المرتبة 98 من أصل 185 دولة.
- الأمم المتحدة : مؤشر التنمية البشرية 2012، المرتبة 87 من أصل 187 دولة. [5]
- فوربس : أسعد دول العالم 2010، احتلت المرتبة 54 من أصل 155 دولة. [6]

## طاقة

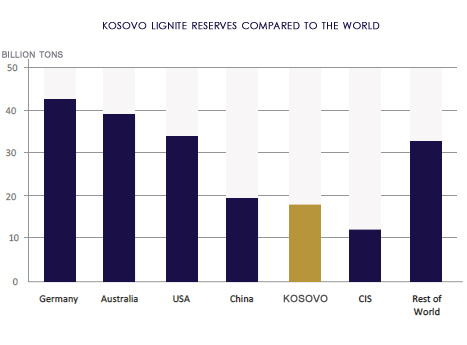
احتياطيات الفحم في كوسوفو مقارنة بباقي دول العالم.

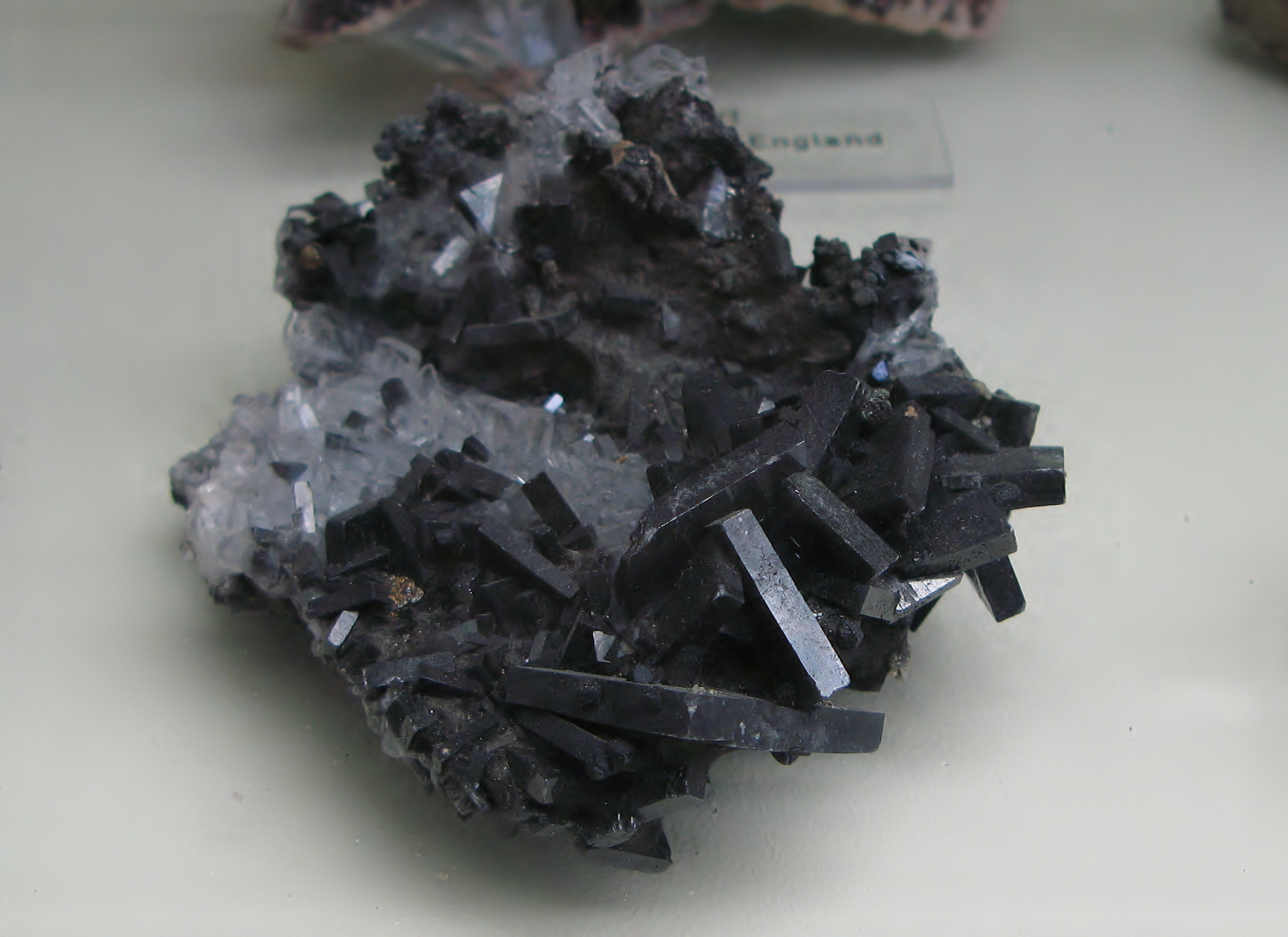
الباريت من مناجم تريبسا.

- ثاني أكبر احتياطي للفحم في أوروبا. [7]
- خامس أكبر احتياطي للغنيت في العالم. [8] [9]

## السياسة
- مراسلون بلا حدود: مؤشر حرية الصحافة 2018، المرتبة 78 من أصل 180 دولة.[10]
- فريدم هاوس: تقرير حرية الصحافة 2017، المرتبة 96 من أصل 189 دولة.
- الشفافية الدولية: مؤشر مدركات الفساد 2016، المرتبة 95 من أصل 178 دولة.[11]

## الدين
- العالم الإسلامي: المرتبة 31.[12]

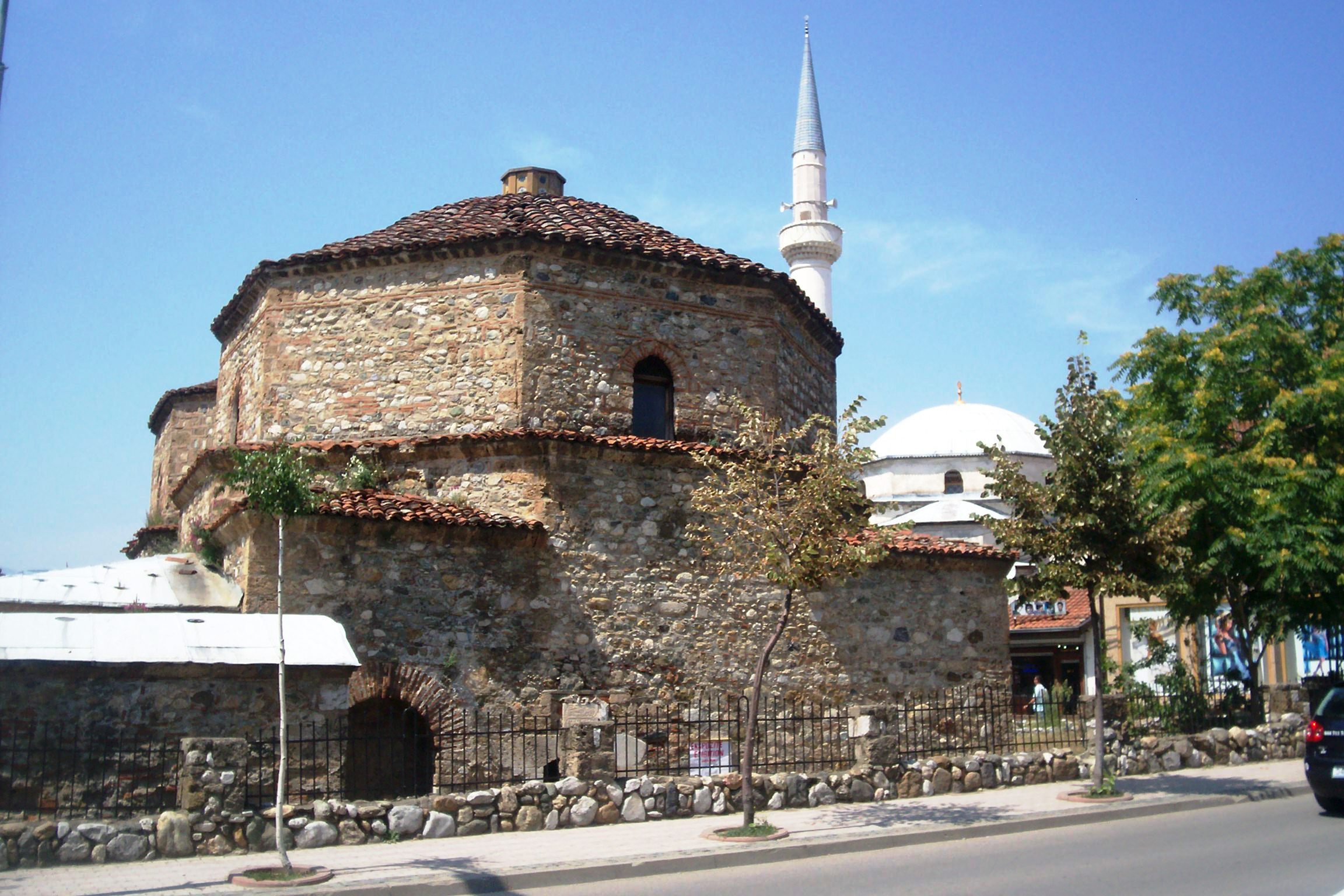
مسجد بجوار كنيسة في بريزرن، دليل على التسامح الديني في كوسوفو.

- المرتبة الثانية في أوروبا من حيث نسبة تواجد المسلمين (90%، وراء تركيا).[13]

## الجغرافيا
- المساحة : المرتبة 168 من أصل 249 دولة.
- طول الشريط الساحلي : المرتبة 154 من 154 دولة.